# SNC-80
-{
SNC-80}- je opioidni analgetik koji se koristi u načnim istraživanjima. On je pronađen 1994. SNC-80 je bio prvi ne-peptidni lek koji je visoko selektivni agonist δ-opioidnog receptora.
Za njega je pokazano da proizvodi analgetske, antidepresantske i anksiolitske| efekte u životinjskim studijama, ali je njegova upotrebljivost ograničena proizvođenjem konvulzija na visokim dozama, tako da se SNC-80 nema medicinsku primenu, mada je koristan lek za naučna istraživanja.  

## Spoljašnje veze
|  | Molimo Vas, obratite pažnju na važno upozorenje u vezi sa temama iz oblasti medicine (zdravlja). |